# Bibelns tillkomst
Bibelns tillkomst finns det olika frågeställningar om. En historisk fråga rör dess berättelsers faktiska underlag och traderingen till nedskriven text. En fråga rör författarskap och själva textens tillkomstprocess. Detta behandlas inom den teologiska grenen isagogik, inledningsvetenskap. En tredje fråga rör samlandet av en för de troende auktoritativ textmassa, bibelns kanonisering.
Alla dessa frågeställningar rymmer möjligheter för teologer och andra forskare, samt för varje intresserad människa, att också se argument för eller emot gudomlig inspiration av texterna.
Bibeln består av flera enskilda böcker. Dessa böcker har nedtecknats under en tidsrymd på kanske över 1000 år och därtill sammanställts för bruk i gudstjänst och till vägledning för läran. Denna artikel sammanfattar några av de mer kända teorierna om nedtecknandet av böckerna.

## Problemställningar
Den ordning som Bibelns böcker står i är inte helt kronologisk sett till deras tillkomst eller till den tid som skildras. Inte heller är böckernas tillkomst alltid uttalad i texterna eller väl dokumenterad i samtida historiska källor. Judiska och kristna traditioner har brutits mot ifrågasättande teorier om författarskap och tillkomsttid och i många fall råder inte någon konsensus bland forskarna. 
Inom de under 1900-talets första hälft framväxande redaktionskritiska och formkritiska exegetiska skolorna, med exegeter som Rudolf Bultmann i spetsen, kom isagogiken att bli en avgörande nyckel till att förstå de bibliska texterna. Bultmann med flera hävdade att texterna hade för det mesta sammanställts av redaktörer och att man kunde se deras intention genom att rekonstruera den redaktionella processen.
De exegetiska diskussioner som förts de senaste 20 åren har dock i hög grad lämnat redaktionskritiken bakom sig för att i stället fokusera på de färdiga texterna.
Isagogiska teorier används dock som argument i debatten om kristen tro i stort.

## Moseböckerna
Huvudartikel Moseböckerna
Bibelns fem första böcker intar en särställning inom judendomen där de utgör den skrivna torah. Gammal judisk tradition anger Moses själv som författare, en tradition som övertogs av den tidiga kyrkan. 
Baruch Spinoza hävdade redan 1670 att Esra hade utarbetat moseböckerna på grundval av tidigare anteckningar, varav några var mosaiska. Vissa andra teorier om icke-enhetliga källor formulerades efter honom. I och med att Julius Wellhausen under 1800-talets senare hälft formulerade fyrkällsteorin, enligt vilken en redaktör skulle sammanställt Moseböckerna utifrån fyra skilda källor, blev detta synsätt dominerande inom akademisk teologi.

## Det deuteronomistiska historieverket
En av Wellhausens källor, Deuteronomisten, antas av många forskare också vara författare till Josua, Domarboken, första Samuelsboken, andra Samuelsboken, samt de båda Kungaböckerna. De sista böckernas tudelning är inte ursprunglig, och finns alltså inte i tanak, utan den är gjord i den grekiska översättningen Septuaginta.
Ingen av dessa texter uppger något författarnamn och den judiska och den kristna traditionen är inte heller den tydlig. Profeten Samuel anges som författare till några av dessa böcker inom judisk tradition. Speciellt Samuels- och Konungaböckerna anger i sin text att de bygger på krönikor som troligen nedtecknats löpande under tiden en viss regent levat.

## Krönikeböckerna
Också för dessa skrifter härstammar tudelningen från Septuaginta. Namnet är från Luthers översättningen. På hebreiska heter de "dibre hajjãmim" som betyder ungefär "dagarnas händelser". Eftersom dessa böcker i många hebreiska manuskript placerats sist antas de av somliga forskare vara nedtecknade efter Esra och Nehemja. De antas också ha Samuels- och Konungaböckerna som källa. De innehåller också släktregister som sträcker sig ett antal generationer längre fram i tiden än den Babyloniska fångenskapen.
Stort fokus läggs på David, Salomo och deras dynasti, samt templet. Detta gör att vissa forskare antar att de skrivits ned för att inskärpa kulten kring det återuppbyggda templet.

## Psaltaren
Många av psalmerna tillskrivs kung David. Hebreiskans "le David" kan dock översättas både med "av David" eller "till David". Psalmernas rubriker är heller inte alltid ursprungliga, utan har tillfogats i efterhand. I engelskspråkiga biblar ingår de inte därför i versnumreringen.
Psaltaren har troligen sammanställts i omgångar, där psalm 1-72 är den äldsta delen. Salomo har angetts som en tänkbar redaktör för denna del. Den andra delen består av psalm 73-89, eventuellt sammanställd under kung Hiskias tid. Den främste författaren är Asaf. Den sista delen sammanställdes troligen från tiden närmast efter återvändandet från fångenskapen. Åldern på den enskilda lovsången eller bönen kan dock vara äldre. Psalm 90 tillskrivs rentutav Moses. Traditionen uppger att Esra författat psalm 119, Bibelns längsta kapitel. Enligt judisk tradition är han också Psaltarens redaktör.

## Vishetslitteraturen i övrigt
Talmud anger Moses som författare till Job.
Salomo anges som författare enligt traditionen till Ordspråksboken, Predikaren och Höga Visan. 

## Profetböckerna
Enligt kristen tradition är profetböckerna Jesaja till Malaki. Judisk tradition gör en annan indelning.